# Ghymes (Band)
Ghymes [gɪmeʃ] ist ein World-Music-Ensemble, das aus in der Slowakei lebenden Ungarn zusammengesetzt ist.

## Bandgeschichte
Das Ghymes-Ensemble entstand im Jahr 1984 an der Pädagogischen Hochschule in Nitra aus Musikern, die sich zuvor der Rockmusik, der Klassischen Musik bzw. der Renaissancemusik gewidmet hatten. Sie sollten die Begleitmusik für eine Tanzgruppe spielen, die jedoch nie zustande kam. Ihre Benennung leitet sich von einer gleichnamigen, kleinen Ortschaft (ungarisch Ghymes, seit 1948 slowakisch Jelenec) in der Nähe von Nitra ab.
Angefangen hat das Ensemble mit traditioneller ungarischer Folkmusik aus Siebenbürgen. Sie knüpften damit an die Tanzhaus-Bewegung an, die in den 1970er Jahren die ungarische studentische Subkultur eroberte. Während Ghymes zunächst eine Tanzband war, ging die Gruppe Ende der 1980er Jahre dazu über, vor allem Konzerte zu spielen. In dieser Phase entschlossen sich die Musiker auch, Profis zu werden.
Diese Jahre stellten für sie auch eine Zeit „reinigenden Feuers“ dar, in der sie langsam folkloristische Elemente und eigene schöpferische Vorstellungen miteinander verbanden. So wurde der ganz eigene Stil der Musik von Ghymes geboren. Die Rhythmen wurden noch fesselnder, härter, und zu den ursprünglichen folkloristischen Instrumenten Violine, Bratsche, Zymbal, Dudelsack, Kontrabass, Laute, Koboz (Kurzhalslaute), Tökcitera (wörtlich „Kürbiszither“, entspricht der Langhalslaute Tambura), Tárogató (der Klarinette ähnlich) kamen Saxophon und Schlagzeug hinzu, Improvisationen wurden geschaffen, und ohne es zu merken oder dieses bewusst zu verfolgen, fanden sie sich in der Kategorie der sogenannten Weltmusik wieder.
Während dieser Zeit beteiligte sich das Ghymes-Ensemble auch an der in ganz Europa erfolgreichen Produktion Vents D’est (Ostwind). Die vielfarbige (Folklore, Jazz, zeitgenössische Musik) und hinsichtlich ihrer Herkunft vielseitige (mediterrane, serbische, kroatische, ungarische und slowakische) Musik der 17 Mitglieder zählenden internationalen Band bildet selbst ein in seiner Form außergewöhnliches „Musikmosaik“. Der „Vater“ der Band und ihr Leiter ist der französisch-okzitanische Musiker und Komponist Miquéu Montanaro. Im Jahr 1991 produzierten das ungarische und das französische Fernsehen einen Film über diese Band. 1993 erschien die erste Vents-D’est-CD unter dem Titel Migration, 1996 folgte die zweite Aufnahme. Auf das Ersuchen Montanaros hin beteiligte sich das Ghymes-Ensemble 1993 am Zustandekommen der Musik für die größte europäische Freilichttheaterveranstaltung am „Theatre de la Mediterranée“.
Trotz dieser Tätigkeiten auf europäischer Ebene gelang Ghymes der große Durchbruch in Ungarn erst 1998 mit dem Titel Tánc a hóban (Tanz im Schnee) aus dem Album Rege, der seitdem zu den größten ungarischen Folk-Rock-Titeln gehört. Zu dieser Zeit errangen auch ihre monatlichen Club-Abende in Budapest eine enorme Popularität. Während 1996 gerade mal einige Dutzend Menschen diesen Abenden beiwohnten, wurden im Jahr 2001 die Eintrittskarten für die ca. 400–500 Menschen fassende Halle bereits Wochen vorher vergriffen.
Den Höhepunkt ihrer World Music-Phase bildete das im November 2000 erschienene Album Smaragdváros. In der Europäischen Weltmusik-Rangliste (World Music Charts Europe) erreichte es im März 2001 den elften Platz – der bisher größte, in Zahlen messbare internationale Erfolg von Ghymes. Das schönste Lied in diesem Album (Szárnyaskezű szeretők) erreichte auch eine Singleauskoppelung und den Dreh eines Musikvideos.
Nach diesen Erfolgen begann in der musikalischen Entwicklung eine langsame Bewegung in Richtung Jazz, wobei die ursprünglichen folkloristischen Elemente weiterhin in jedem Album in mehreren Titeln bestehen blieben. Ein Vergleich der beiden neuesten Alben (Üvegtigris 2. und Messzerepülő) ist mit den vor 5–6 Jahren erschienenen Platten daher kaum mehr möglich, was langjährige Fans manchmal beklagen.
So sehr sich ihre Musik immer weiter verändert, so unverändert bleibt jedoch die Kinderliebe der Gruppe. Neben den zwei Kinderliedersammlungen Bennünk van a kutyavér und Csak a világ végire..., spielten sie auch die Begleitmusik für die beiden Märchenalben, auf denen ungarische Künstler kurze Märchen und Erzählungen vortrugen. Des Weiteren geben sie jedes Jahr mehrere Konzerte speziell für Kinder.
Nennenswert ist noch die Tatsache, dass stets verschiedene Schauspielhäuser um Musik für Inszenierungen baten und diese von Ghymes auch bekamen, so das Budapester Volkstheater (Der Schirm des Heiligen Petrus, 1996), das Freilichttheater in Komárom (Unsere Leben, 1995) und das Wuppertaler Tanztheater Pina Bausch (2000).

## Diskografie

### Alben
- 1988: Az ifjúság sólyommadár (Die Jugend ist wie ein Falke)
- 1991: Ghýmes
- 1993: Üzenet (Nachricht)
- 1995: Bennünk van a kutyavér (Wir hecken immer etwas aus) (HU: Gold)[2]
- 1996: Tűzugrás (Feuersprung) (HU: Gold)
- 1998: Rege (Sage) (HU: Platin)
- 2000: Smaragdváros (Smaragdstadt)
- 2001: Üzenet (Nachricht) – neu aufgelegt
- 2002: Héjavarázs (Habichtzauber) (HU: Platin)
- 2003: Koncert (Konzert)
- 2004: Éghymese (Himmelmärchen)
- 2005: Csak a világvégire... (Nur bis ans Ende der Welt...)
- 2006: Messzerepülő (Weit weg fliegend)
- 2007: Mendika (HU: Gold)
- 2008: Álombálom (HU: Gold)
- 2010: Szikraszemű (HU: Gold)
- 2012: 30 Fényév (HU: Gold)
- 2016: Mennyből az angyal

### Singles
- 2000: Szárnyaskezű szeretők (Liebende mit Flügelhänden)
- 2002: Állatfarm (Farm der Tiere)

### Zusammenarbeiten mit anderen Künstlern
- 1993: Migration mit Vents D’est (Kompositionen von Michel Montanaro)
- 2001: A Nagy Mesealbum (Das Große Märchenalbum)
- 2002: Bakaballada (Soldatenballade) mit Hobo Blues Band
- 2003: A Nagy Mesealbum II. (Das Große Märchenalbum II.)

### Filmmusik
- 2006: Üvegtigris 2. (Glastiger 2.)

### Videoalben
- 2003: Koncert (Konzert)

## Auszeichnungen
- 1999: Das Album Bennünk van a kutyavér wird vom Ungarischen Bildungsministerium zum offiziellen Lehrhilfsmittel erklärt
- 2001: Ungarischer Kunstpreis; Don Quijote-Preis
- 2002: eMeRTonPreis des Ungarischen Rundfunks in der Kategorie der „außerhalb der Grenzen Ungarns beheimateten ungarischen Ensembles“; „Goldener Giraffe“ des MAHASZ (Ungarischer Verband der Tonträgerverlage) in der Kategorie „Beste in Ungarn beheimatete Jazz/Welt-Musik“ für das Album Üzenet;
- 2003: „Goldene Giraffe“ des MAHASZ in der Kategorie „Jazz-/Worldmusik-Alben“ für das Album Héjavarázs
- 2006: Béla Bartók Gedenkpreis